# 1525 год в науке
В 1525 году произошли различные научные и технологические события, некоторые из которых представлены ниже.

## События
- 26 января — появилась первая печатная карта Руси — карта Московских земель[1].
- Парацельс обнаружил  анестезирующие свойства диэтилового эфира[2].

## Публикации
- Альбрехт Дюрер опубликовал на немецком языке трактат «Руководство к измерению циркулем и линейкой», выдержавший многочисленные переводы и переиздания. Автор описал планиметрию, стереометрию, теорию перспективы и ряд других геометрических проблем, важных для художников.
- Первая публикация сборника трудов Гиппократа (Рим, на латинском) и трактата Галена «О методе лечения болезней» (Венеция, на греческом).
- В трактате Кристофа Рудольфа «Behend und hübsch Rechnung durch die kunstreichen regeln Algebre so gemeincklich die Coss genent werden» впервые появился современный символ квадратного корня[3].

## Родились
См. также: Категория:Родившиеся в 1525 году
- 25 сентября — Стивен Барроу, английский мореплаватель, исследователь Арктики (умер в 1584 году).
- 1 декабря — Тадеаш Гаек, чешский врач и астроном (умер в 1600 году).
- (?) — Штаден, Ханс, немецкий конкистадор (умер в 1579 году)
- (?) — Томас де Меркадо, испанский экономист и теолог (умер в  1575 году).

## Скончались
См. также: Категория:Умершие в 1525 году
- (1525 или 1526 годы) — Генрих Грамматеус, немецкий математик и теоретик музыки (род. около 1492 года).